# Christian Emil Rantzau
Christian Emil rigsgreve Rantzau (18. februar 1716 på Rastorf – 28. maj 1777 i Preetz) var en holstensk godsejer og dansk officer, far til Carl Emil og Christian Ditlev Carl Rantzau.
Han var søn af Christian rigsgreve Rantzau (1683-1729) til Rastorf, Weissenhaus, Bürau og Ascheberg og Charlotte Amalie født Rantzau (1692-1769). Rantzau blev generalmajor 1759, Hvid Ridder 1760, overhofmester hos enkedronning Sophie Magdalene 1768 og gehejmeråd 1770.
Først i sen alder giftede han sig 6. oktober 1771 med Anna Sabine von Buchwaldt (26. oktober 1750 på Gudumlund – 6. januar 1829 i Osterholz), datter af Peder Mathias von Buchwaldt (1717-1753) og Idalia Ilsabe Ludvigsdatter von Bassewitz (1729-1806).
Der findes et portrætmaleri af ham på Rastorf.